# American Football (álbum de 1999)
American Football é o primeiro álbum de longa duração lançado pela banda norte-americana de emocore  American Football. 
O álbum foi gravado ao longo de apenas 2 dias, em junho de 1998. Dez anos depois, a gravadora Polyvinyl Records lançou uma edição deluxe, contendo dez demos inéditas e gravações ao vivo dos primeiros shows da banda, além das nove faixas do álbum original.

## Recepção da crítica
Crítico profissional do Allmusic, Fred Thomas deu ao álbum 4,5 estrelas de 5, dizendo que "Todas as canções conseguem soar meticulosamente construídas sem perder a sensação de leveza, por vezes até onírica, que o álbum transmite. A gravação é definida por um sentimento de descoberta jovial de possibilidades, e se destaca não somente como um híbrido anômalo de emo com jazz mas como uma duradoura e icônica afirmação na história frequentemente turva da música independente". David Anthony, em sua resenha para o AV Club, afirmou que "o American Football se cimentou na posição de um dos projetos mais influentes para a música emo" e que "a falta de perspectivas para o futuro [na gravação do álbum] o torna continuamente ressonante e honesto".
| Críticas profissionais | Críticas profissionais |
| Avaliações da crítica  | Avaliações da crítica  |
| Fonte                  | Avaliação              |
| ---------------------- | ---------------------- |
| Allmusic               | [ 4 ]                  |
| AV Club                | A-                     |
| Consequence of Sound   | A                      |
| Pitchfork Media (1999) | 7.5/10                 |
| Pitchfork Media (2014) | 8.6/10                 |
| Sputnikmusic           | [ 9 ]                  |

## Lista de faixas
Todas as faixas escritas e compostas por Mike Kinsella, Steve Holmes e Steve Lamos. 
| N.º | Título                                          | Duração |  |
| 1.  | "Never Meant"                                   | 4:28    |  |
| 2.  | "The Summer Ends"                               | 4:46    |  |
| 3.  | "Honestly?"                                     | 6:10    |  |
| 4.  | "For Sure"                                      | 3:16    |  |
| 5.  | "You Know I Should Be Leaving Soon"             | 3:43    |  |
| 6.  | "But the Regrets Are Killing Me"                | 3:54    |  |
| 7.  | "I'll See You When We're Both Not So Emotional" | 3:42    |  |
| 8.  | "Stay Home"                                     | 8:10    |  |
| 9.  | "The One with the Wurlitzer"                    | 2:43    |  |

### Faixas bônus
| Edição deluxe  |                                                                            |         |  |
| N.º            | Título                                                                     | Duração |  |
| 10.            | "Intro [Live at the Blind Pig, Champaign, IL, 1997]"                       | 0:39    |  |
| 11.            | "Five Silent Miles [Live at the Blind Pig, Champaign, IL, 1997]"           | 3:40    |  |
| 12.            | "Untitled #1 (The One With the Trumpet) [Boombox Practice Session, 1998]"  | 3:43    |  |
| 13.            | "Untitled #2 [Boombox Practice Session, 1998]"                             | 2:12    |  |
| 14.            | "Stay Home [Boombox Practice Session, 1998]"                               | 6:03    |  |
| 15.            | "Untitled #3 [Boombox Practice Session, 1999]"                             | 7:07    |  |
| 16.            | "Never Meant [4-Track Album Prep, 1999]"                                   | 3:38    |  |
| 17.            | "But the Regrets Are Killing Me [4-Track Album Prep, 1999]"                | 3:47    |  |
| 18.            | "I'll See You When We're Both Not So Emotional [4-Track Album Prep, 1999]" | 3:51    |  |
| 19.            | "The 7's [Live at the Blind Pig, Champaign, IL, 1997]"                     | 7:26    |  |
| Duração total: | Duração total:                                                             | 43:06   |  |

## Integrantes
- Mike Kinsella – vocais, guitarra, baixo
- Steve Holmes –  guitarra
- Steve Lamos – bateria, percussão, trompete